# Brenna MacCrimmon
Pour les articles homonymes, voir MacCrimmon.
Brenna MacCrimmon est une artiste folk canadienne, née à Toronto, en Ontario. Depuis la fin des années 1980 elle travaille, enseigne et chante la musique des Balkans. Brenna MacCrimmon qui parle et chante très bien le turc, est reconnue comme une chanteuse de musiques populaires turques Azerbaïdjan au niveau international.
Son intérêt pour la musique turque a commencé dans sa jeunesse, lors de sa visite à une bibliothèque de Burlington, Ontario. Elle relate cette expérience ainsi : « je suis tombée sur des albums en turc et aussitôt un lien sentimental est né ». Alors qu’elle prenait des cours de musicologie ethnique au début des années 1980 à l’université de Toronto, elle a rencontré des musiciens turcs locaux et elle a commencé l’étude du bağlama. Plus tard, elle a commencé à chanter et jouer dans un groupe de musique turc.
Elle s’est intéressée aux mélodies turques des Balkans connues sous le nom de Musique de Roumélie (terme historique désignant la région de Thrace). Elle a effectué des travaux sur la théorie de la musique turque et elle a fait des recherches dans les archives des musiques populaires en voie d’oubli. Elle a effectué de nombreux voyages en Turquie et en Grèce. Elle a visité chaque village et chaque ville de la Thrace balkanique depuis la Grèce, et elle en a adopté la culture et les gens autant que la musique.
Alors qu’elle préparait une thèse au Canada sur les musiques des Balkans, elle est venue à Istanbul au début des années 90 et a décidé d’y rester. Durant les cinq années qu’elle a passées en Turquie, en tant qu’artiste vivant de l’intérieur de manière intense la culture turque et la musique populaire, elle est montée sur scène lors de nombreux spectacles et festivals.
Brenna MacCrimmon qui possède une voix de soprano, a chanté les chansons turques du groupe Karsilama qu’elle a fondé avec Selim Sesler et de l’album du même nom, et a gagné avec cet album le prix Juno en 1998. Elle a aussi participé aux albums Psyche-belly Dance Music et Duble Oryantal de Baba Zula et Mad Professor.
Dans le film Crossing the Bridge - The Sound of Istanbul dirigé par Fatih Akın, elle chante les chansons Penceresi Yola Karsı et Ben Bir Martı Olsam.
Elle a achevé son éducation musicale à Istanbul et au Canada. Bien qu’elle vive au Canada, elle continue de se rendre régulièrement en Turquie et elle donne des concerts à la fois dans son pays et à Istanbul avec des musiciens divers.

## Collaborations musicales
Elle apparait en tant qu’invitée sur : 
- Baba Zula : Üç Oyundan Onyedi Müzik, Ruhani Oyunhavaları, Duble Oryantal, and Roots. DoubleMoon, Turquie.
- Shantel : Disko Partizani. Essay Records, Allemagne.
- Nekropsi : Nekropsi. AK Muzik, Turquie
- Edessa : Bereket. Aga Rhythms, USA
- Lubo and Kaba Horo : 100% Gypsy.
- Mercan Dede: Sufi Dreams. Golden Horn, USA